# Albert Ferdinand Shore

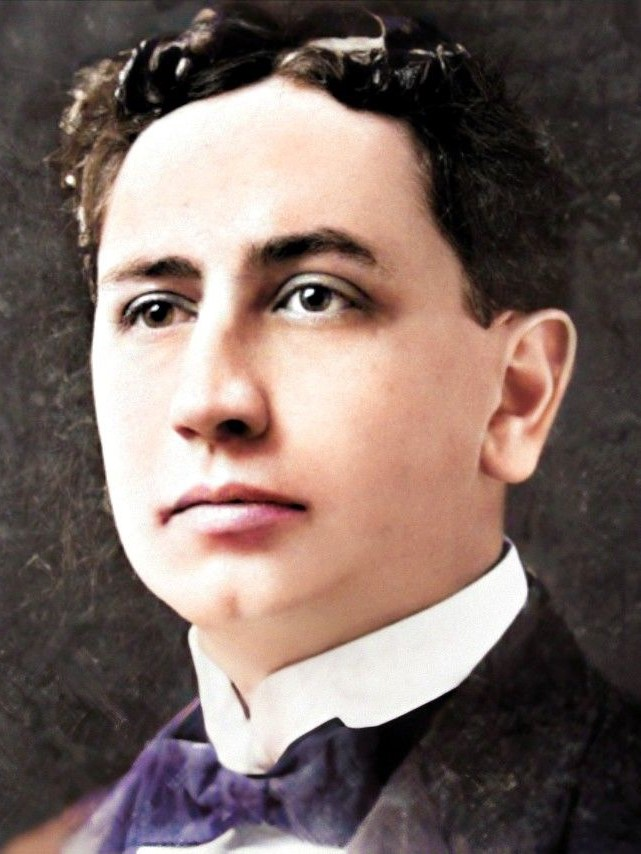
Albert-Ferdinand-Shore

Albert Ferdinand Shore (* 4. September 1876 in New York City; † 17. Januar 1936 in Manhattan, New York City) war ein amerikanischer Metalloge, der das Shore-Durometer entwickelte. Er gewann die Elliott Cresson Medal.
Shore erfand 1915 das Quadrat-Durometer für die Messung der Härte von Polymeren und anderen Elastomeren.
Shore starb im Wickersham Hospital in Manhattan an einem Schlaganfall. Er wurde auf dem Trinity Roman Catholic Cemetery in North Amityville, New York bestattet.